# Кококу
Кококу (яп. 興国 ко:коку) — девиз правления (нэнго) японского императора Го-Мураками из южной династии, использовавшийся с 1340 по 1347 год.
В Северном Дворе в этот период правил император Комё с нэнго Рякуо (1338—1340), Коэй (1342—1345) и Дзёва (1345—1350).

## Продолжительность
Начало и конец эры:
- 28-й день 4-й луны 5-го года Энгэн (по юлианскому календарю — 25 мая 1340);
- 8-й день 12-й луны 7-го года Кококу (по юлианскому календарю — 20 января 1347).

## Происхождение
Название нэнго было заимствовано из 5-го цзюаня классического древнекитайского сочинения «Вэньсюань»:「興国救顛、孰違悔過」.

## События
даты по юлианскому календарю

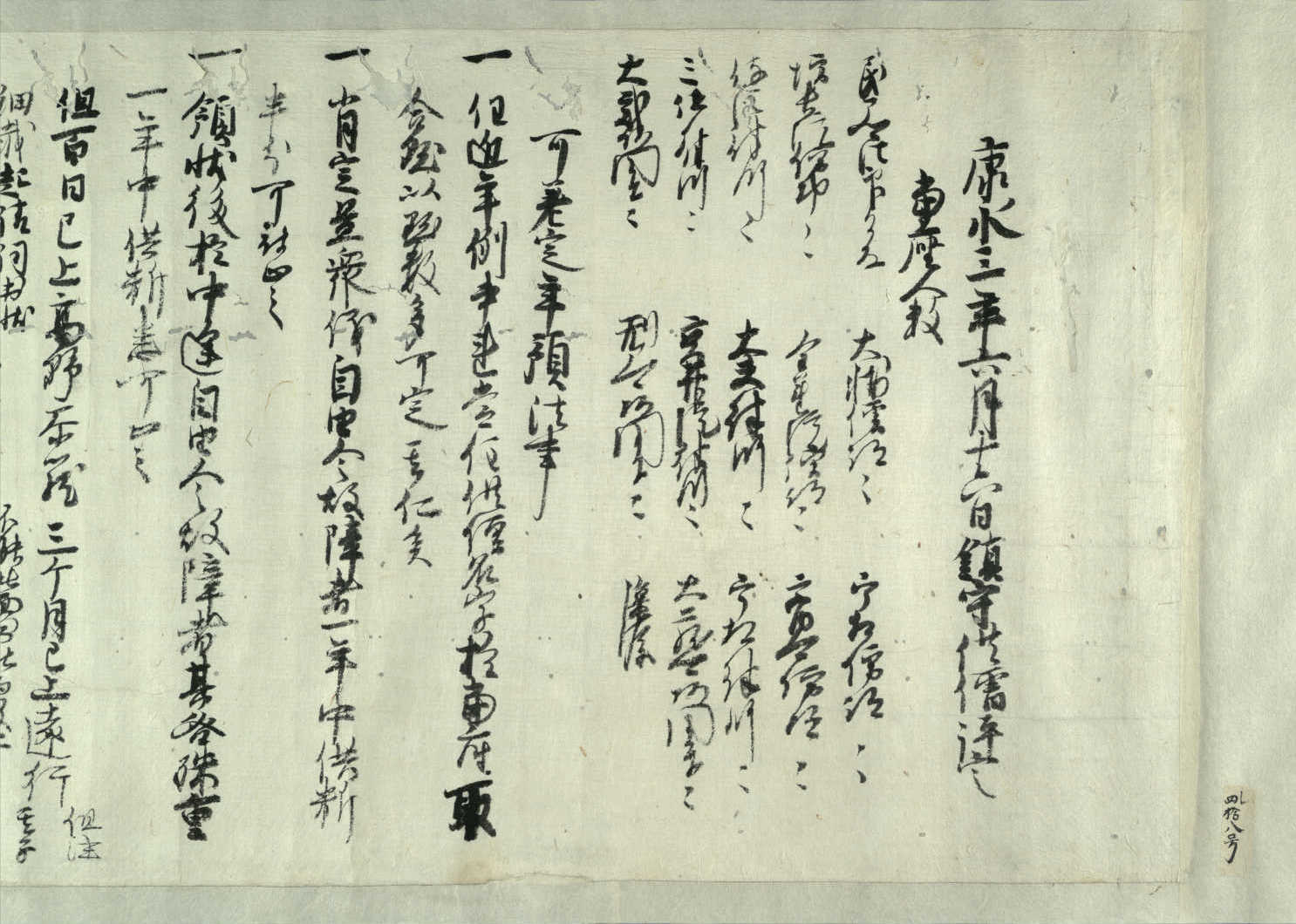
, запись от 16 дня 6-й луны 3-го года Коэй (26 июля 1344 года)

- 1340 год (1-й год Кококу) — военачальник Хосокава Ёрихару (вассал сёгуна Асикага Такаудзи) напал на княжество Каваноэ провинции Иё. Навстречу ему были посланы императорские войска, но Ёрихару наносил им поражение за поражением. В результате под контролем сёгуната оказались южные и западные области[4];
- 1342 год (3-й год Кококу) — Итидзё Цунэмити смещён с должности кампаку, а на его место назначили Кудзё Митинори[5];
- 1342 год (3-й год Кококу) — Минамото-но Нагамити (яп. 源長通) ушёл с поста дайдзё-дайдзина[5];
- 1342 год (3-й год Кококу) — Кудзё Митинори уходит с должности кампаку, на его место становится Такацукаса Морохита, бывший удайдзин[5];
- 1342 год (3-й год Кококу) — скончалась Фудзивара-но Киёко, дочь Усэсуги Ёрисигэ и мать Асикага Такаудзи [5];
- 1343 год (4-й год Кококу) — Юки Тикатомо перешёл на сторону сёгуната[4];
- 1343 год (4-й год Кококу) — найдайдзин Нидзё Ёсимото, автор исторической хроники Масукагами (яп. 増鏡), был произведён в должность удайдзина[5];
- 1344 год (5-й год Котоку) — Асикага Такаудзи посетил храм Ивасимидзу[5];

## Сравнительная таблица
Ниже представлена таблица соответствия японского традиционного и европейского летосчисления.
| Годы Кококу                | 1-й год              | 2-й год            | 3-й год        | 4-й год      | 5-й год             | 6-й год          | 7-й год         |
| -------------------------- | -------------------- | ------------------ | -------------- | ------------ | ------------------- | ---------------- | --------------- |
| Европейское летоисчисление | 1340 год             | 1341 год           | 1342 год       | 1343 год     | 1344 год            | 1345 год         | 1346 год        |
| Северный Двор              | 3-й год Рякуо        | 4-й год Рякуо      | 1-й год Коэй   | 2-й год Коэй | 3-й год Коэй        | 1-й год Дзёва    | 2-й год Дзёва   |
| Система гань-чжи           | Металлический Дракон | Металлическая Змея | Водяная Лошадь | Водяная Коза | Деревянная Обезьяна | Деревянный Петух | Огненная Собака |